# 高克 (郑国)
高克，高氏，名克，春秋时期郑国将领。
狄人攻打卫国，黄河以南的郑国怕狄人过河侵略郑国，派高克率领清邑之人驻军黄河南岸以备不测。郑文公讨厌高克，很久不召他回国。前660年（周惠王十七年、鲁闵公二年、郑文公十三年），军队溃散逃回，高克逃亡到陈国。郑国人为高克作了《清人》这首诗：清人在彭，駟介旁旁。二矛重英，河上乎翱翔。清人在消，駟介麃麃。二矛重喬，河上乎逍遙。清人在軸，駟介陶陶。左旋右抽，中軍作好。《汉书·古今人表》把高克列为第七等下上。